# Jolyon Palmer
Jolyon Palmer, britanski dirkač, * 20. januar 1991, Horsham, Anglija, Združeno kraljestvo.
Palmer je od leta 2011 nastopal v seriji GP2, kjer je v sezoni 2014 osvojil naslov prvaka. V sezoni 2014 je bil tudi testni dirkač moštva Force India, v sezoni 2015 pa pri moštvu Lotus F1. V sezoni 2016 je debitiral v Formuli 1 ob povratku moštva Renault. Osvojil je osemnajsto mesto v dirkaškem prvenstvu z eno točko, ki jo je osvojil na dirki za Veliko nagrado Malezije.

## Rezultati Formule 1
(legenda) (odebeljene dirke pomenijo najboljši štartni položaj, poševne pa najhitrejši krog, †-uvrščen kljub odstopu)
| Leto | Moštvo                | Šasija           | Motor                           | 1       | 2       | 3      | 4       | 5      | 6       | 7       | 8       | 9      | 10     | 11     | 12     | 13      | 14      | 15     | 16      | 17     | 18     | 19     | 20      | 21     | Prv | Toč |
| ---- | --------------------- | ---------------- | ------------------------------- | ------- | ------- | ------ | ------- | ------ | ------- | ------- | ------- | ------ | ------ | ------ | ------ | ------- | ------- | ------ | ------- | ------ | ------ | ------ | ------- | ------ | --- | --- |
| 2015 | Lotus F1 Team         | Lotus E23 Hybrid | Mercedes PU106B Hybrid 1.6 V6 t | AVS     | MAL     | KIT TD | BAH TD  | ŠPA TD | MON     | KAN     | AVT TD  | VB TD  | MAD TD | BEL TD | ITA TD | SIN     | JAP TD  | RUS TD | ZDA TD1 | MEH TD | BRA TD | ABU TD |         |        | –   | –   |
| 2016 | Renault Sport F1 Team | Renault RS16     | Renault RE16 1.6 V6 t           | AVS 11  | BAH DNS | KIT 22 | RUS 13  | ŠPA 13 | MON Ret | KAN Ret | EU 15   | AVT 12 | VB Ret | MAD 12 | NEM 19 | BEL 15  | ITA Ret | SIN 15 | MAL 10  | JAP 12 | ZDA 13 | MEH 14 | BRA Ret | ABU 17 | 18. | 1   |
| 2017 | Renault Sport F1 Team | Renault R.S.17   | Renault R.E.17 1.6 V6 t         | AVS Ret | KIT 13  | BAH 13 | RUS Ret | ŠPA 15 | MON 11  | KAN 11  | AZE Ret | AVT 11 | VB DNS | MAD 12 | BEL 13 | ITA Ret | SIN 6   | MAL 15 | JAP 12  | ZDA    | MEH    | BRA    | ABU     |        | 17. | 8   |